# 無障礙廁所

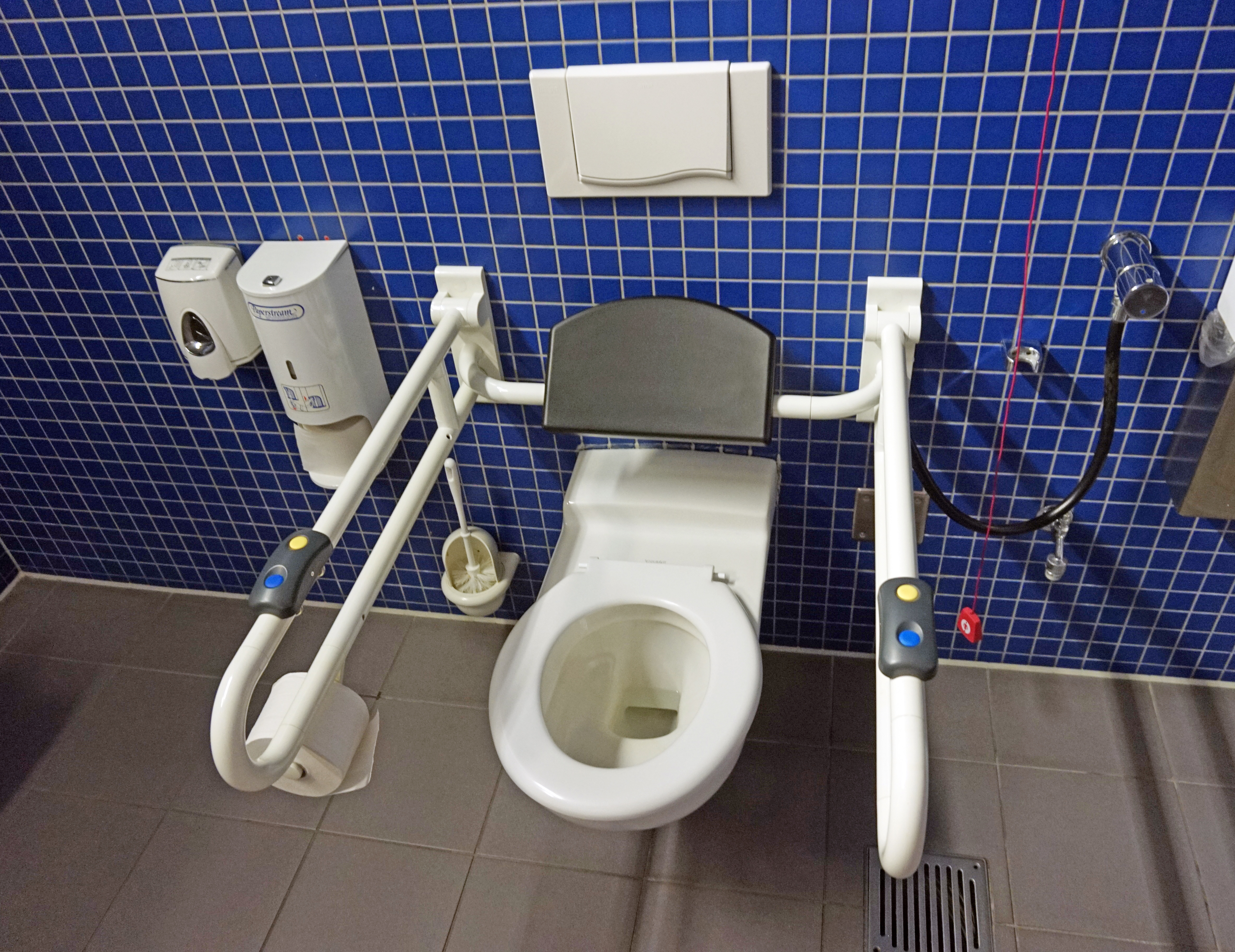
慕尼黑机场的无障碍公共厕所

无障碍厕所是專門為行動不便人士设计的厕所。對於行动不便的人來說，這種廁所也很有用，因为較高的抽水馬桶對他們來說，他们能更容易站起来。为了增加厕所的无障碍性，有關方面还可以采取其他措施，如提供更多的空间，讓照顧者能陪同殘障人士一起上廁所；添加扶手，方便殘障人士从馬桶座上起身和坐下；無障礙廁所內應該防滑；在無障礙廁所入口放上無障礙標誌。一些国家对公共厕所的无障碍性有要求。私人住宅的厕所也可以进行改装，以增加无障碍性。

## 外部連結
- United Nations Enable Programme （页面存档备份，存于）
- UK Charity Mencap campaign "Changing places, changing lives"
- UK Charity Crohn's and Colitis UK campaign "Accessible Toilet Signs: Not every disability is visible"[永久]